# Przyjaźnia
Przyjaźnia est une localité polonaise de la gmina mixte de Czersk située dans le powiat de Chojnice en voïvodie de Poméranie. Elle se trouve à environ 30 km à l'est de Chojnice et 77 km au sud-ouest de la capitale régionale Gdańsk.

## Géographie

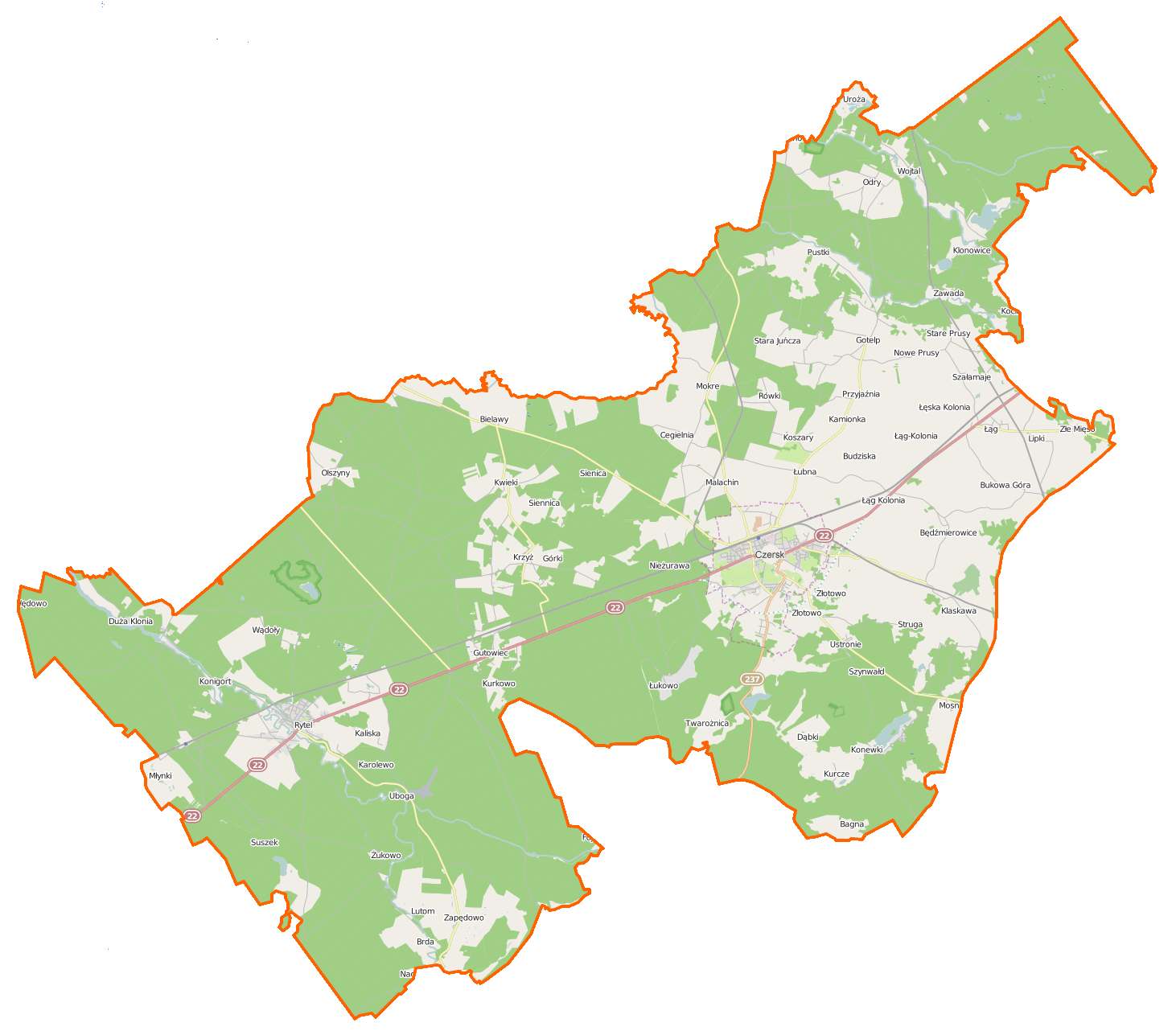
Carte de la gmina de Czersk.